# Panter (heraldika)
Panter je heraldični lik. Gre za bajeslovno bitje in ne za panterja kot žival iz družine mačk, kot je pogosto zmotno prepričanje. V Sloveniji je nedvomno najbolj poznan tako imenovani črni panter, ki je večkrat zmotno povezan z zgodnjesrednjeveško kneževino Karantanijo. Znan je tudi grb Štajerske, ki prikazuje srebrnega panterja na zelenem polju.

## Pomen
Grboslovje se je začelo razvijati v času križarskih vojn med 12. in 13. stoletjem. Kot liki so se v njem uveljavila tudi mnoga mitološka bitja (panter, bazilisk, grifin, zmaj, samorog, pegaz, feniks in podobno), saj je bilo v tistem času prepričanje o njihovem obstoju še zelo živo. Opisane so v srednjeveških bestiarjih, knjigah o značilnostih živali. Ker pisci niso razlikovali med resničnimi in bajeslovnimi živalmi, se v teh knjigah pojavlja veliko mitoloških zveri. V bestiarjih so navedene njihove fizične lastnosti, prisotna pa je tudi krščanska simbolika, ki pojasnjuje pomen živali. Knjige so združevale starejša besedila, zgledovale pa so se po anonimnem grškem zvezku Physiologos (Φυσιολόγος) iz 2. stoletja.
Izraz panter (iz grščine pan in theros, to je vse in zver) definira prijazno pošast, ki je v srednjeveških bestiarjih opisana kot lepa in vljudna in katere sladki zadah odganja zlo. Najdbe in izkopanine pričujejo, da je bil panter v Evropi poznan že v antiki in da so ga ljudje vedno imeli za posebno žival, ki je že pred pokristjanjevanjem imela mitološke značilnosti.
Legenda pravi, da je panter miroljubna žival. Po naravi je tih in zadržan ter prijatelj vseh živali z izjemo zmaja. Zmaj je neobčutljiv na panterjev sladki zadah in se ga boji, zato se pred njim skriva. Ko se panter do sitega naje, tri dni spi v svojem brlogu, ko pa se zbudi, glasno rjove in tuli, da ga slišijo vsi, pri tem pa oddaja sladek vonj, s katerim privablja živali, da se mu približajo. Panter velja za simbol Kristusa, ki je po treh dneh vstal od smrti, ovit v vonj balzamov, ter privlači in očara z božanskim bistvom svoje besede, zmaj pa predstavlja hudiča, ki se boji Kristusa in se pred njim skriva. Sladki dih panterja, ki je k sebi pritegnil živali, simbolizira Kristusove besede, ki nagovorijo vse ljudi, tudi pogane.

## Različne upodobitve
V heraldiki je panter različno prikazan. V španski, francoski in italijanski heraldiki je skoraj naturalistično upodobljen kot velika mačka. Razlikuje se od grboslovnega leva, ker nima grive in ima telo posuto s pegicami.
V angleškem grboslovju je panter podoben levu brez grive, z dlako, posuto z večbarvnimi pegicami in s švigajočimi plameni iz ust in ušes (upodobitev njegovega »sladkega zadaha«). Taka upodobitev panterja je značilna za angleško heraldiko v 15. stoletju. Prisotna je na primer na grbu Henrika VI. iz leta 1471.
V nemški in slovenski heraldiki je panter upodobljen kot lev s konjsko glavo (sicer v 12.stoletju), pozneje pa tudi z zmajevo in bikovo glavo. Glava ima pogosto rogove. "Nemški" panter je prav tako upodobljen s plameni, ki švigajo iz njegovih ust, pozneje pa tudi iz vseh njegovih odprtin v glavi. Od 14. stoletja ima namesto prednjih šap orlove kremplje, pred tem pa je imel levje šape. Nemški panter se ponekod upodablja tudi drugače, tako poznamo tri stile, skozi katere je šel skozi čas:
- panter z okopitenimi zadnjimi tacami,
- popolnoma okopiten panter,
- antilopa (popolnoma okopiten panter s podaljšanimi rogovi).

Heraldični panter se je na Štajerskem pojavil v 12. stoletju, v grbu mejnega grofa Otokarja III. (1125–1164) iz vladarske hiše Travenskih. Panterja si je izbral zaradi krščanske simbolike, saj je bil sam globoko veren. S povzdigom Štajerske v vojvodino leta 1180 je družinski grb obveljal za celotno deželo.
Panterja tako uvrščamo med prve grboslovne prepoznavne like, kot so na primer angleški lev, francoska lilija, cesarski orel, portugalski ščit in podobno.
Podoba današnjega štajerskega grba, na katerem je srebrn (bel) heraldični panter na zelenem polju, sega v sredino 13. stoletja in je v rabi še danes kot grb zvezne dežele Štajerske. Panterjev grb v drugačnih barvah so uporabljali tudi na Koroškem in na Bavarskem. Leta 1523 je heraldični panter dobil protiturški pomen, saj je bil z njim povezan rek: »Nihče naj si ne upa dražiti štajerskega panterja, ki bruha ogenj iz ust in tudi od zadaj« (Nemo Styrorum pantheram tangere tentet, ructat ab ore ignem posteriusque cacat).
- Angleška upodobitev panterja
- Nemška upodobitev panterja na grbu Štajerske
- Heraldična antilopa

## Uporaba danes
V osmih stoletjih uporabe se je panterjeva podoba spreminjala, vendar v skladu s heraldičnimi pravili. Prvo blazoniranje (opisovanje grba) sega v leto 1804, do tedaj pa so izrezovalci pečatnikov, kovnega orodja za kovance in risarji panterja upodabljali na različne načine: vitkega ali debelejšega, kosmatega ali brezdlakega, s tacami, ptičjimi kremplji ali celo s kopiti, rogatega, z visečim ali s pokončnim repom, z moškim spolovilom ali brez njega. Tudi sladki vonj je sčasoma prevzel podobo izbruha ognjenih plamenov (najprej iz vseh telesnih odprtin, kasneje le iz žrela). Panter je navadno obrnjen v heraldično desno (opazovalčevo levo) in z vzpenjajočo se držo.
Heraldični panter je še danes prisoten v grbih in simbolih številnih dežel in mest, na stavbah in v družinskih grbih. Simbol so med drugo svetovno vojno izkoristili tudi nemški okupatorji, ko so štajerskemu grbu kratkomalo dodali kljukasti križ.
V Sloveniji heraldičnega panterja kot svoj emblem danes uporablja Poveljstvo sil Slovenske vojske, Generalštab Slovenske vojske in specialna enota Slovenske policije, katere pripadniki se celo imenujejo rdeči panterji.
- Znak rdečih panterjev
- znak Generalštaba Slovenske vojske
- Panter na zgradbi v Gradcu